# 사라 (가수)
사라는 대한민국의 가수다.

## 경력
- 그룹 '헤이걸스' 멤버